# Sunshine-Quartett
Das Sunshine-Quartett war ein deutsches Schlager-, Operetten- und Schlagerjazz-Quartett bestehend aus vier Sängerinnen in wechselnder Besetzung, die vor allem in den 1950er-Jahren aktiv waren. Gemeinsam mit dem Sänger Kurt-Adolf Thelen, dem Golgowsky-Quartett sowie Will Glahé und seinem Blasorchester hatte das Sunshine-Quartett 1954 einen Nummer-eins-Hit in Deutschland mit dem humoristischen Lied Am 30. Mai ist der Weltuntergang. Das Sunshine-Quartett hatte zudem zahlreiche Auftritte als Sängerinnen in verschiedenen Filmen der 1950er Jahre, darunter etwa Der Onkel aus Amerika (1953) und Die Fischerin vom Bodensee (1956).

## Geschichte
Das Sunshine-Quartett wurde 1946 von dem Pianisten Erich Werner gegründet und geleitet. Die erste Besetzung bestand aus Rosi Hofmann, Inge Oberländer, Irm Schröder und Ille Wappler (Ilse Wappler).
In den folgenden Jahren änderte sich die Besetzung kontinuierlich:
| Zeitspanne        |              |                 |                                     |                             |
| ----------------- | ------------ | --------------- | ----------------------------------- | --------------------------- |
| 1946              | Rosi Hofmann | Inge Oberländer | Irm Schröder                        | Ille Wappler (Ilse Wappler) |
| ab Herbst 1947    | Rosi Hofmann | Reni Kamberg    | Irm Schröder                        | Ille Wappler (Ilse Wappler) |
| ab Ende 1948      | Ina Bellé    | Reni Kamberg    | Irm Schröder                        | Ille Wappler (Ilse Wappler) |
| ab Ende 1950–1954 | Ina Bellé    | Reni Kamberg    | Irm Schröder                        | Maria Korn                  |
| 1954              | Ina Bellé    | Reni Kamberg    | Henny Kraus (Henriette Krause)      | Maria Korn                  |
| 1954              | Ina Bellé    | Reni Kamberg    | Anni Stortz                         | Maria Korn                  |
| ab 1962           | Ina Bellé    | Reni Kamberg    | Anneliese Frey (bzw. Anneliese Fay) | Maria Korn                  |

Im Jahr 1955 trennte sich das Quartett von Erich Werner und trat von da an als „Die Sunnies“ auf, obwohl noch einige Singles unter dem Namen Sunshine-Quartett erschienen.

## Diskografie
- 1952: Gerhard Wendland mit dem Sunshine-Quartett, Michael Jary mit großem Film-Tanzorchester: Bolero / Lebewohl, Du Schwarze Rose (Shellac, 10", Single, Polydor) Polydor 48 846 1952
- 1952: Bully Buhlan mit dem Sunshine-Quartett, Michael Jahry mit großem Film-Tanzorchester: Was versteht denn ein Cowboy von Liebe (B-Seite von Manhattan Boogie) (Shellac, 10"; Polydor 48 894)
- 1954: Kurt-Adolf Thelen, das Sunshine-Quartett, das Golgowsky-Quartett und Will Glahé und sein großes Blas-Orchester: Am 30. Mai Ist Der Weltuntergang (Shellac, 10"; Decca)
- 1954: Anny Schlemm, Herta Talmar, Herbert Ernst Groh, Peter René Körner, Willy Schneider, Peter Witsch, das Sunshine-Quartett, das Comedien-Quartett und das Cornel-Trio: Glückliche Reise Ins Operetten-Land (Ein Eduard-Künneke-Potpourri) (7", EP, Mono; Polydor)
- 1954: Peter Alexander und das Sunshine-Quartett: Tschip-Tschui-Tschi (Seracini-Feltz) (Single; Polydor)
- 1955: Vico Torriani und das Sunshine-Quartett, Hans Carste und sein Tanzstreichorchester: In Der Schweiz / Zwei Spuren Im Schnee (Shellac, 10"; Decca)
- 1956: Lys Assia, Das Sunshine-Quartett und die Peheiros, Béla Sanders und sein Orchester: Jolie Jacqueline / Blaue Veilchen, Weisser Flieder (7", Single und 10, Shellac; Decca)
- 1957: Sunshine-Quartett, Golgowsky-Quartett, Geschwister Schmid: Süße, Kleine Lotosblume / Ro – Ro – Robinson (7", Single, Mono; Decca)
- Stan Oliver, Margot Eskens und das Sunshine-Quartett: Vergißmeinnicht (7", EP)

## Filmografie
- 1951: Die Frauen des Herrn S.
- 1951: Johannes und die 13 Schönheitsköniginnen
- 1952: Der bunte Traum
- 1952: Königin der Arena
- 1952: Heimweh nach Dir
- 1953: Der Onkel aus Amerika
- 1953: Südliche Nächte
- 1953: Schlagerparade
- 1954: Tanz in der Sonne
- 1954: Sonne über der Adria
- 1955: Ja, ja, die Liebe in Tirol
- 1956: Die Fischerin vom Bodensee
- 1960: Pension Schöller

## Belege
1. ↑  Gesangsgruppen – Sunshine-Quartett (Memento vom 12. April 2013 im Webarchiv archive.today) auf www.fuenfzigerjahresaenger.de; archiviert bei archive.is, abgerufen am 6. April 2014.
2. ↑  Charts DE mit Gerhard Wendland Charts DE mit Bully Buhlan